# Claira
Claira település Franciaországban, Pyrénées-Orientales megyében. Lakosainak száma 4801 fő (2022. január 1.). Claira Saint-Hippolyte, Saint-Laurent-de-la-Salanque, Torreilles, Villelongue-de-la-Salanque, Bompas, Pia, Rivesaltes és Salses-le-Château községekkel határos.

## Földrajz

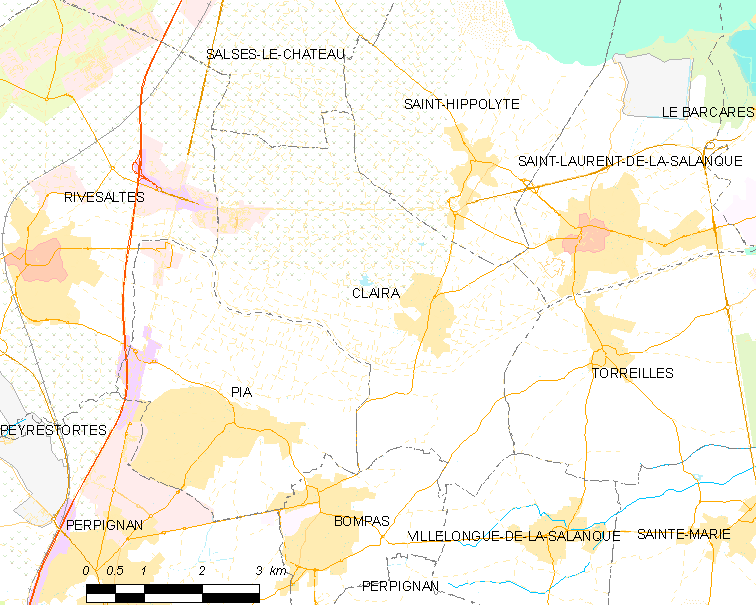
Claira és környéke

## Népesség
A település népességének változása:
| Lakosok száma | 3901 | 4027 | 4159 | 4181 | 4250 | 4470 | 4550 | 4681 | 4801 |
|               | 2013 | 2015 | 2016 | 2017 | 2018 | 2019 | 2020 | 2021 | 2022 |